# The Place Beyond the Pines
Pour plus de détails, voir Fiche technique et Distribution.
The Place Beyond the Pines ou Au-delà des pins au Québec et au Nouveau-Brunswick est un film dramatique américain coécrit et réalisé par Derek Cianfrance. Il a été présenté en septembre 2012 au Festival international du film de Toronto et sort en salles en 2013.

## Synopsis
Luke, cascadeur à moto, apprend qu'il a un fils, Jason, issu d'une aventure d'un soir avec Romina un an auparavant. Cette dernière lui a déjà trouvé un père de substitution en la personne de Kofi, mais Luke, qui veut absolument tenir son rôle de père, décide d'utiliser ses aptitudes à moto pour braquer des banques avec son ami Robin et ainsi subvenir aux besoins de la famille. Cependant, alors que Romina était en train de se rapprocher de Luke, ce dernier gâche tout en agressant Kofi. Il décide alors de faire un dernier braquage sans l'aide de Robin, mais les choses tournent mal. Après s'être retranché dans une maison, il est abattu par le policier Avery Cross.
Après cet incident, Avery, qui a été blessé, devient un héros local, mais il a du mal avec ce nouveau statut parce qu'il sait qu'il n'a pas agi en état de légitime défense et qu'il a fait un orphelin d'un an. Il a lui-même un fils du même âge, A.J. Un soir, deux policiers corrompus, Deluca et Scott, le poussent à voler l'argent des braquages que Luke avait donné à Romina. Se sentant coupable, il décide avec l'aide de son père, qui est juge, de faire tomber les deux ripoux, mais son arrière-pensée est qu'étant ancien étudiant en droit, il a l'intention de se lancer dans la politique.
Quinze ans plus tard, Avery est favori pour être élu procureur de l'État de New York. Seule ombre au tableau, A.J. est devenu un toxicomane fêtard, qui n'en fait qu'à sa tête. Son père décide de l'envoyer dans une nouvelle école, où il se lie d'amitié avec Jason. Ce dernier ne sait rien de l'histoire de son père (Luke avait expressément demandé à Romina de ne rien lui dire juste avant de mourir). Après avoir découvert la vérité grâce à Robin, il enlève Avery et l'emmène dans les bois pour l'exécuter. Il se ravise au dernier moment et découvre dans son portefeuille une photo de lui, Luke et Romina, qu'Avery avait prise dans le sac, conservé par la police que Luke avait lors du braquage et qu'il avait toujours gardé avec lui. Avery est finalement élu procureur, et Jason, après avoir rendu la photo à sa mère, part au loin sur une moto.

## Fiche technique
- Titre : The Place Beyond the Pines
- Titre québécois : Au-delà des pins
- Réalisation : Derek Cianfrance
- Scénario : Derek Cianfrance, Ben Coccio et Darius Marder
- Direction artistique : Michael Ahern
- Décors : Inbal Weinberg
- Costumes : Erin Benach
- Photographie : Sean Bobbitt
- Montage : Jim Helton et Ron Patane
- Musique : Mike Patton
- Production : Lynette Howell, Sidney Kimmel, Alex Orlovsky et Jamie Patricof
- Sociétés de production : Electric City Entertainment, Hunting Lane Films, Pines Productions, Sidney Kimmel Entertainment, Silverwood Films et Verisimilitude
- Sociétés de distribution : Focus Features (USA), Entertainment One (Canada), StudioCanal (France), Ascot Elite Entertainment Group (Suisse)
- Budget : 15 000 000 $
- Pays d’origine :  États-Unis
- Langue originale : anglais
- Format : couleur — 35 mm — 2.35:1 — son Dolby Digital / DTS
- Genre : thriller, drame et néo-noir[1]
- Durée : 140 minutes
- Dates de sortie[2] :
  - Canada : 7 septembre 2012 (Festival international du film de Toronto)
  - France : 20 mars 2013
  - Belgique : 27 mars 2013
  - États-Unis : 29 mars 2013 (sortie limitée)
- Classification:
  - États-Unis : R
  - France : Interdit aux moins de 12 ans (visa d’exploitation n°133178)

## Distribution
- Ryan Gosling (V. F. : Alexandre Gillet) : Luke Glanton
- Bradley Cooper (V. F. : Alexis Victor) : Avery Cross
- Eva Mendes (V. F. : Daniela Labbé Cabrera) : Romina
- Ray Liotta (V. F. : Christian Gonon) : Pete Deluca
- Craig Van Hook : Jack
- Bruce Greenwood (V. F. : Bernard Lanneau) : Bill Killcullen
- Dane DeHaan (V. F. : François Deblock) : Jason, fils de Luke et Romina
- Rose Byrne (V. F. : Chantal Macé) : Jennifer, la femme d'Avery Cross
- Mahershala Ali : Kofi, compagnon de Romina
- Ben Mendelsohn (V. F. : Luc-Antoine Diquéro) : Robin Van Der Zee, braqueur de banques complice de Luke
- Harris Yulin : Al Cross
- Gabe Fazio (V. F. : François Raison) : Scott
- Robert Clohessy (V. F. : Gérard Darier) : Chef Weirzbowski
- Emory Cohen (V. F. : Alexis Ballesteros) : AJ Cross

Source et légende : version française (V. F.) sur RS Doublage et AlloDoublage

Photos des acteurs principaux du film
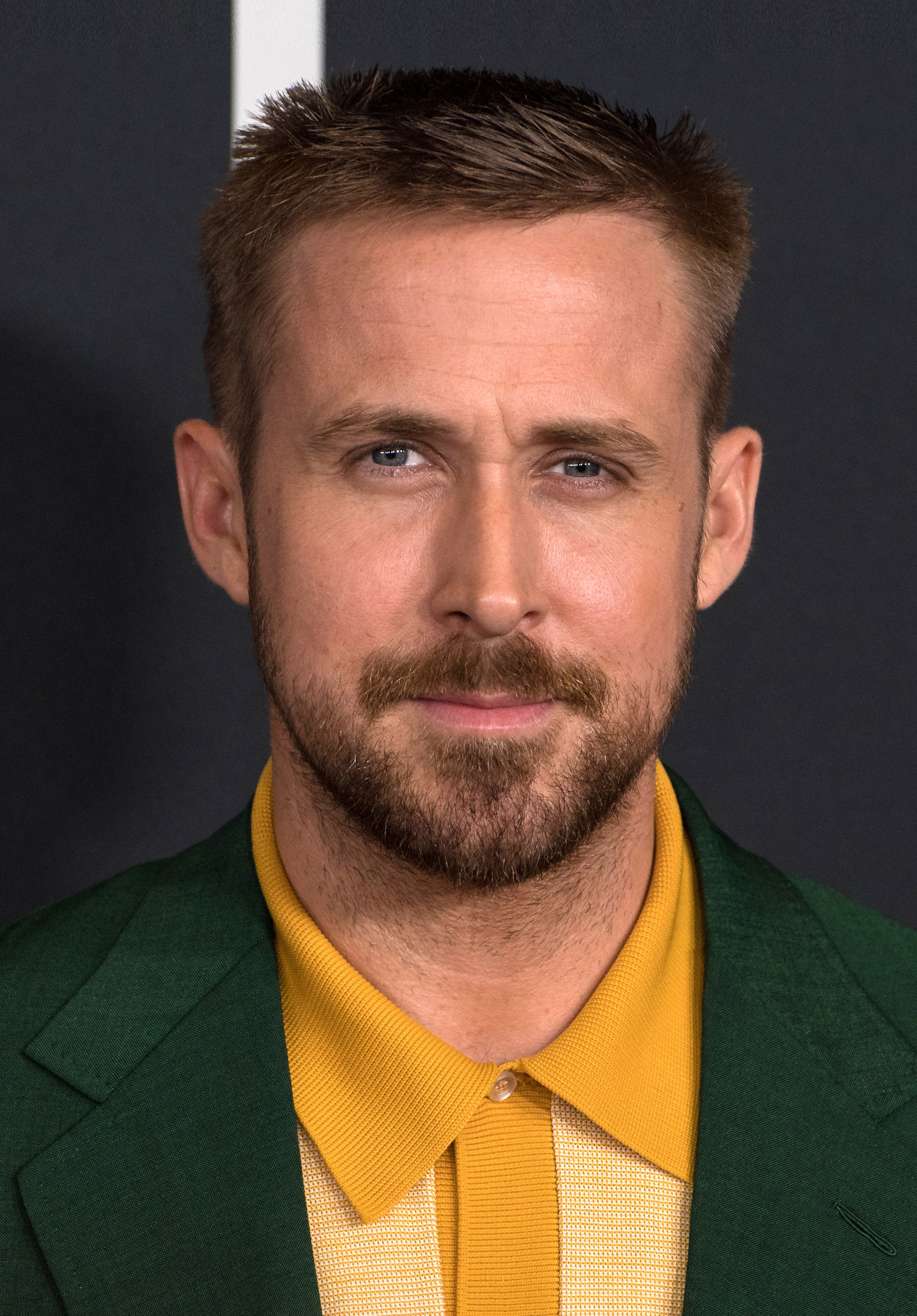
Ryan Gosling
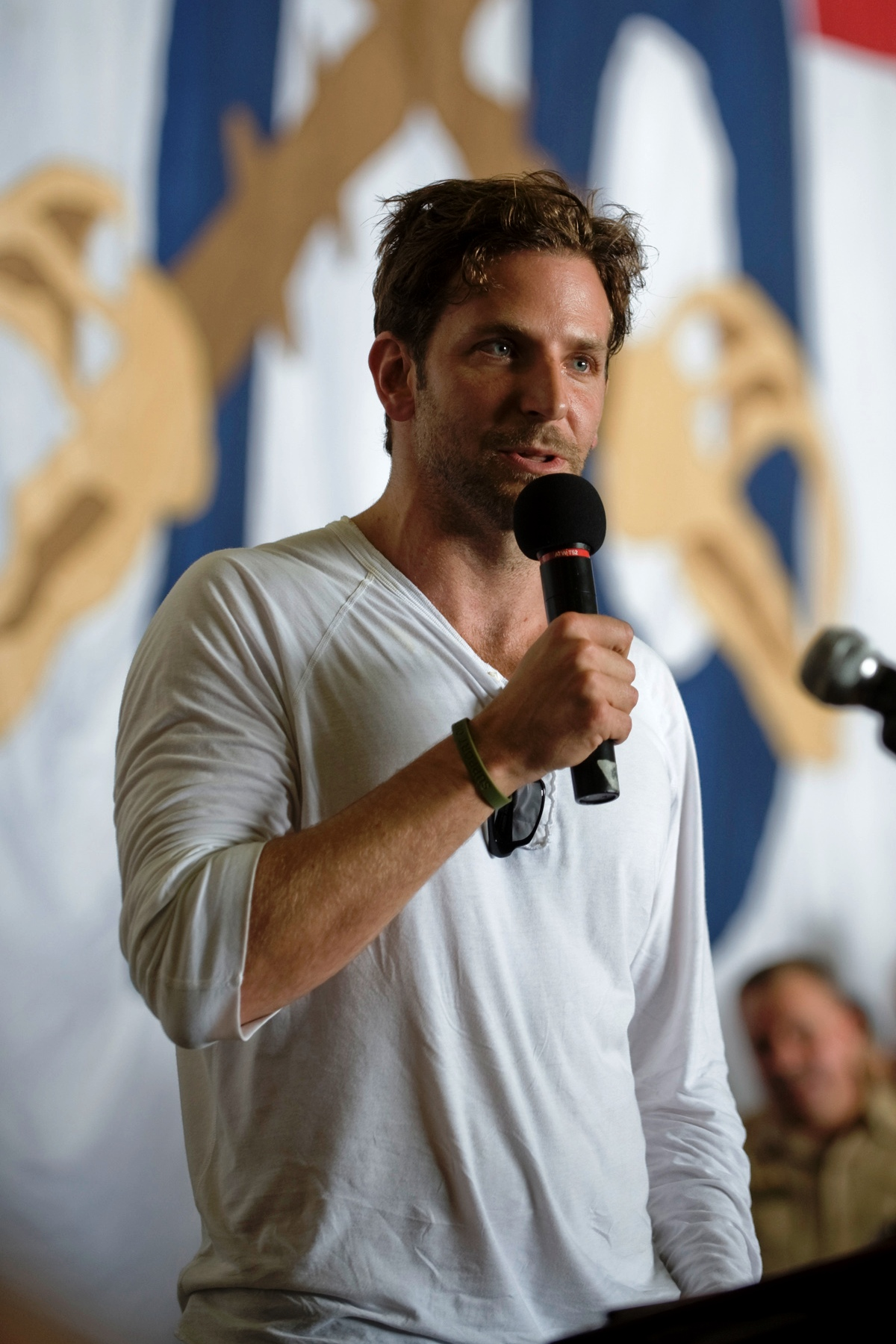
Bradley Cooper
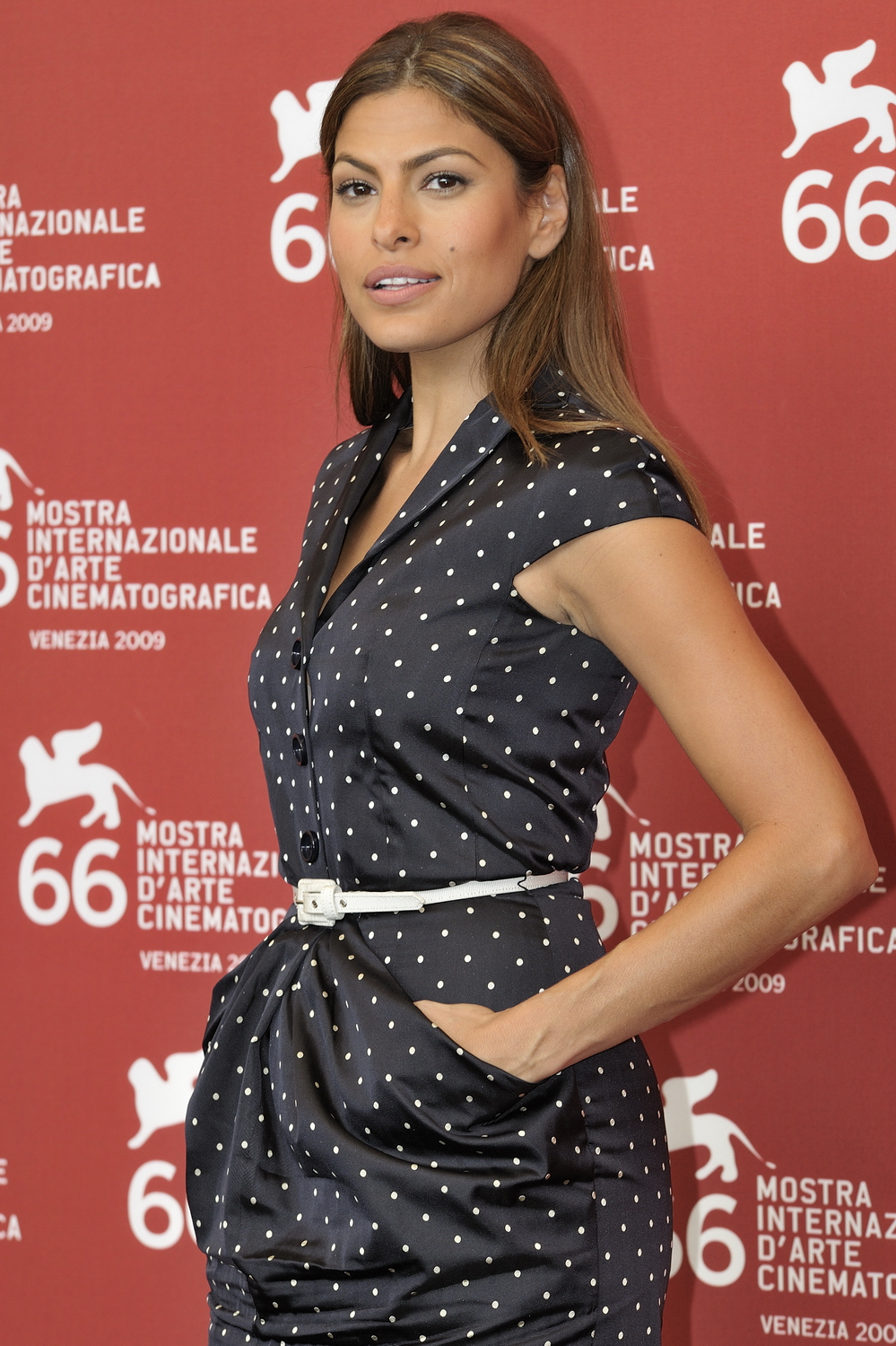
Eva Mendes
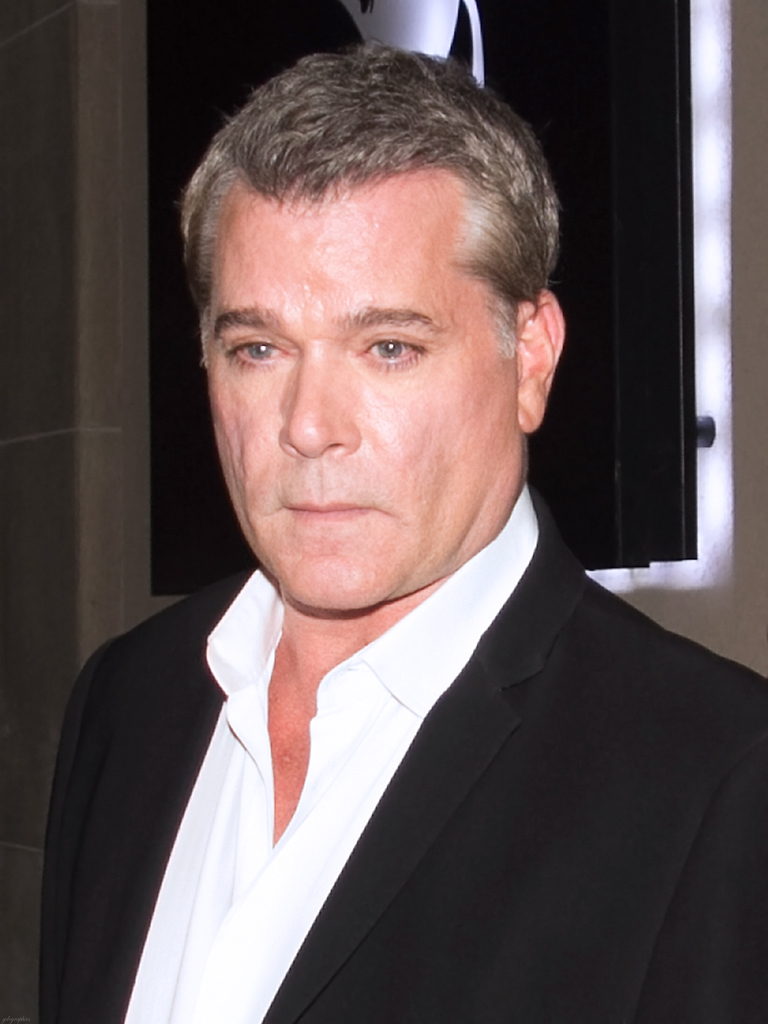
Ray Liotta
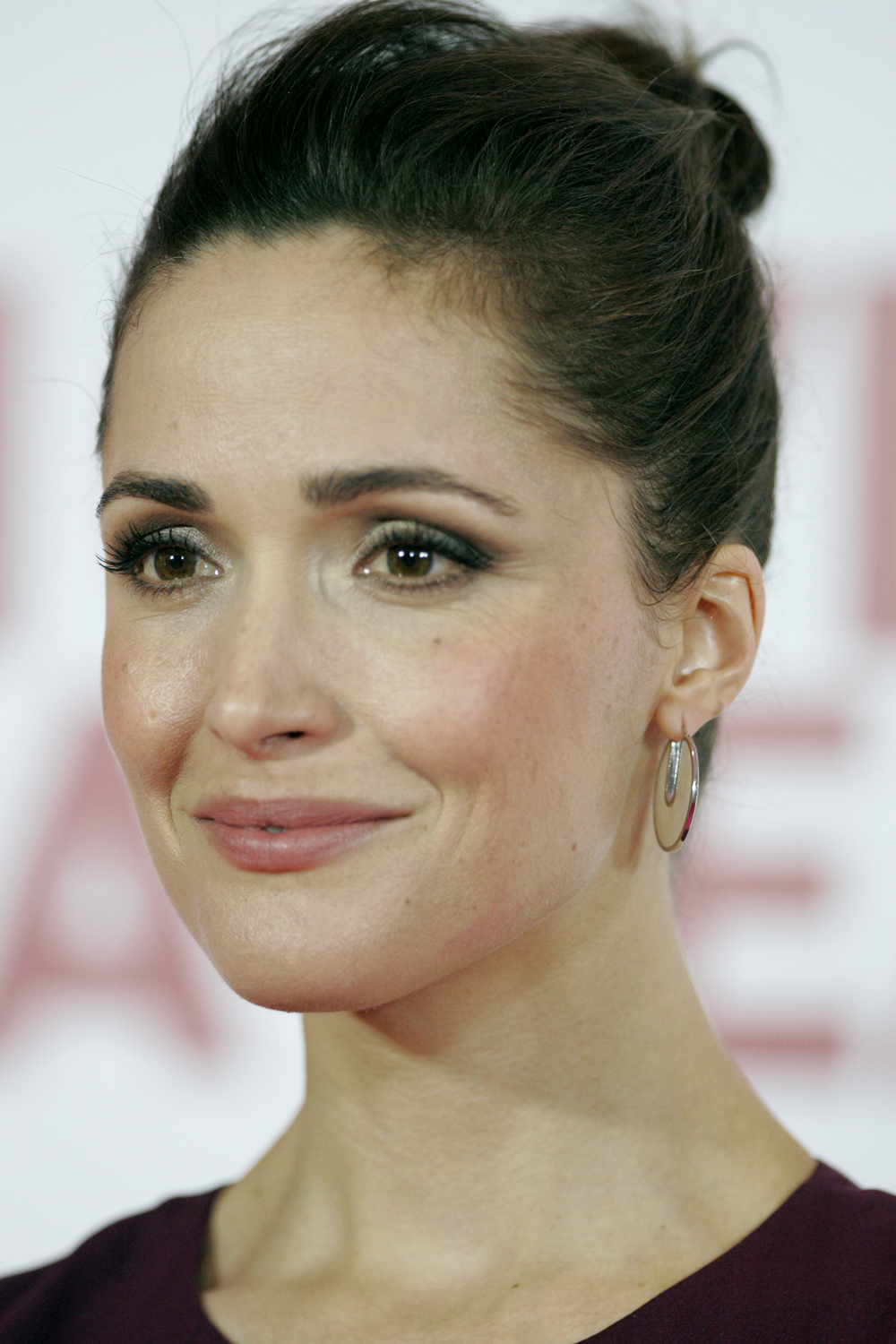
Rose Byrne
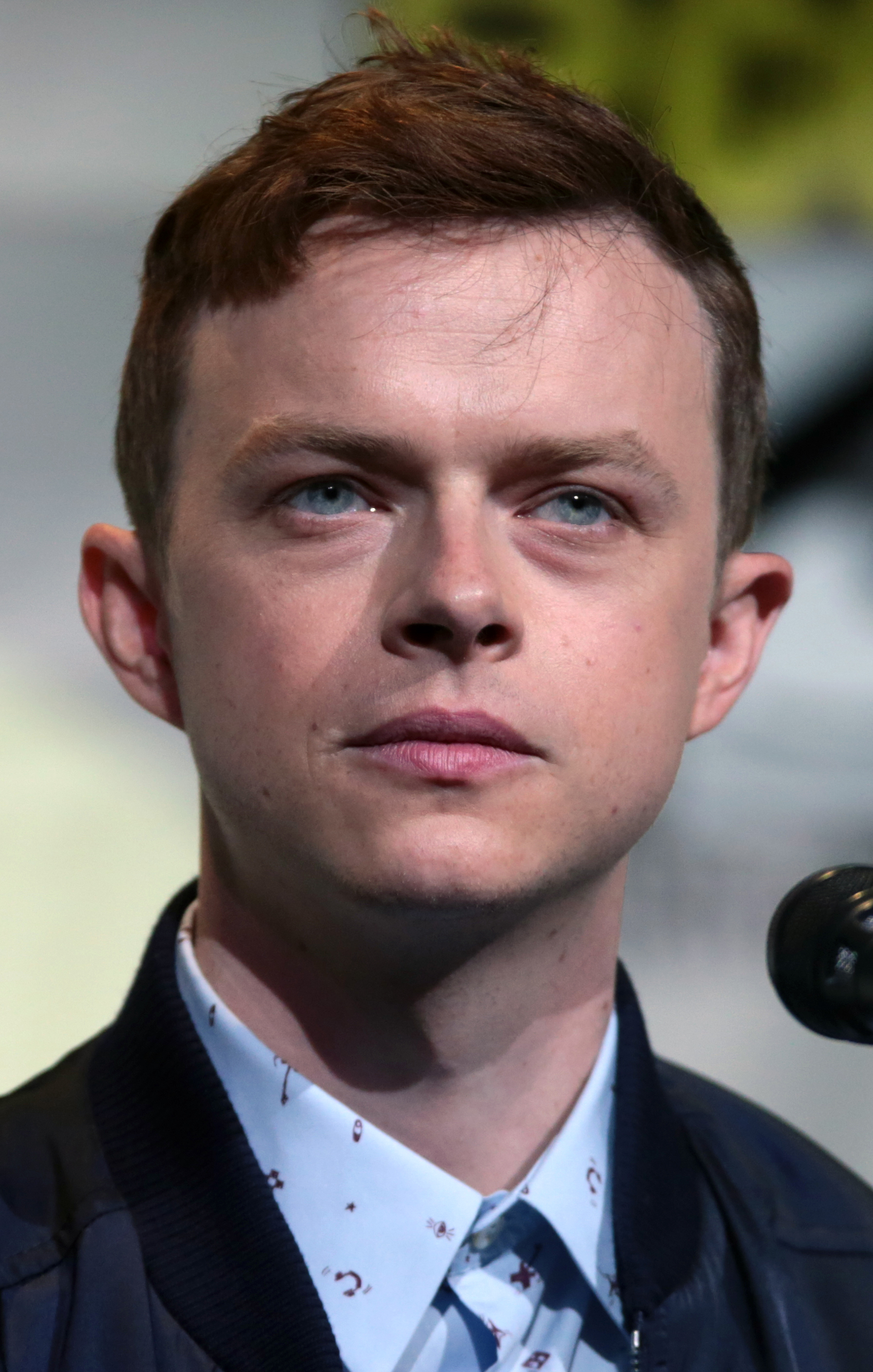
Dane DeHaan
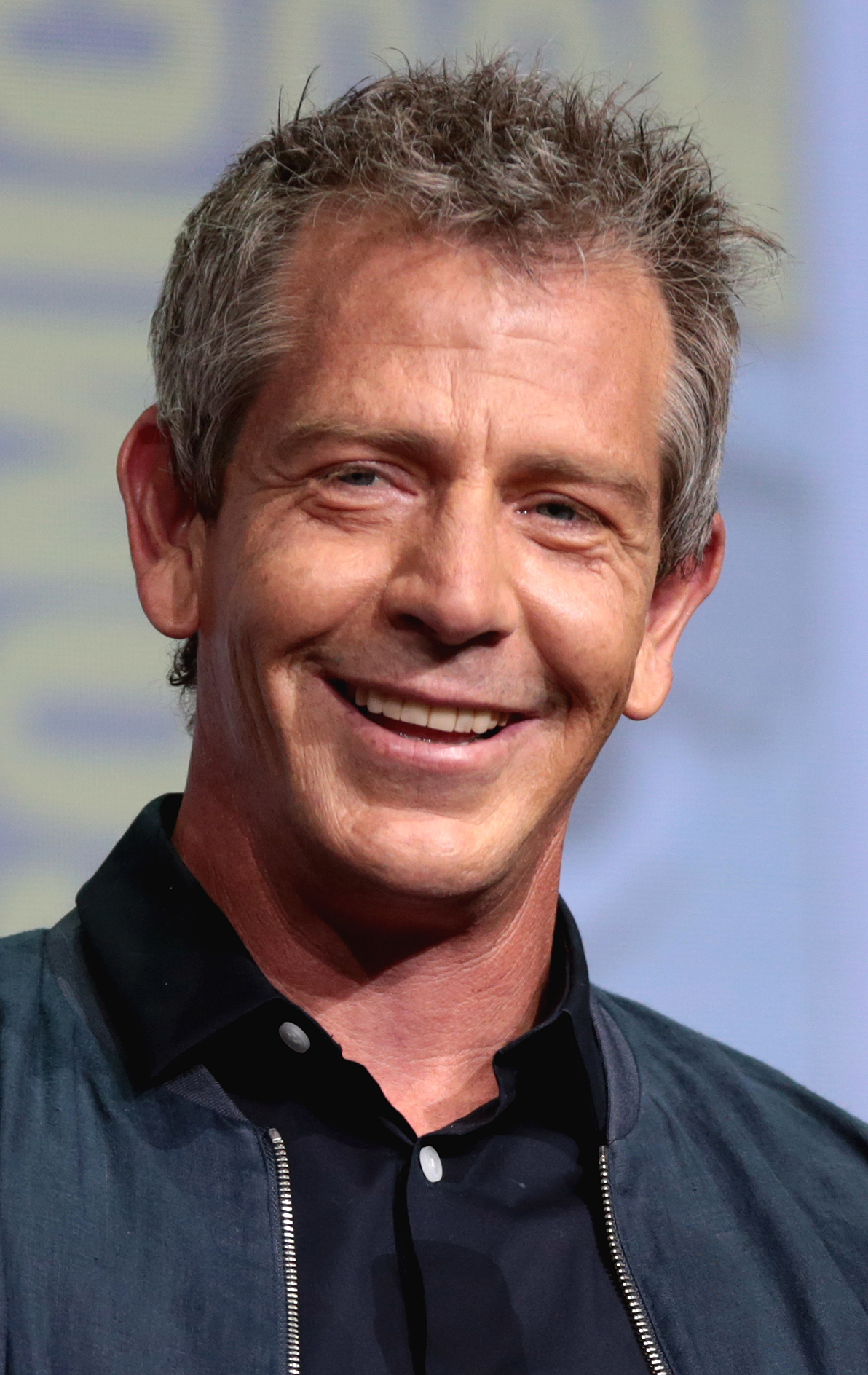
Ben Mendelsohn
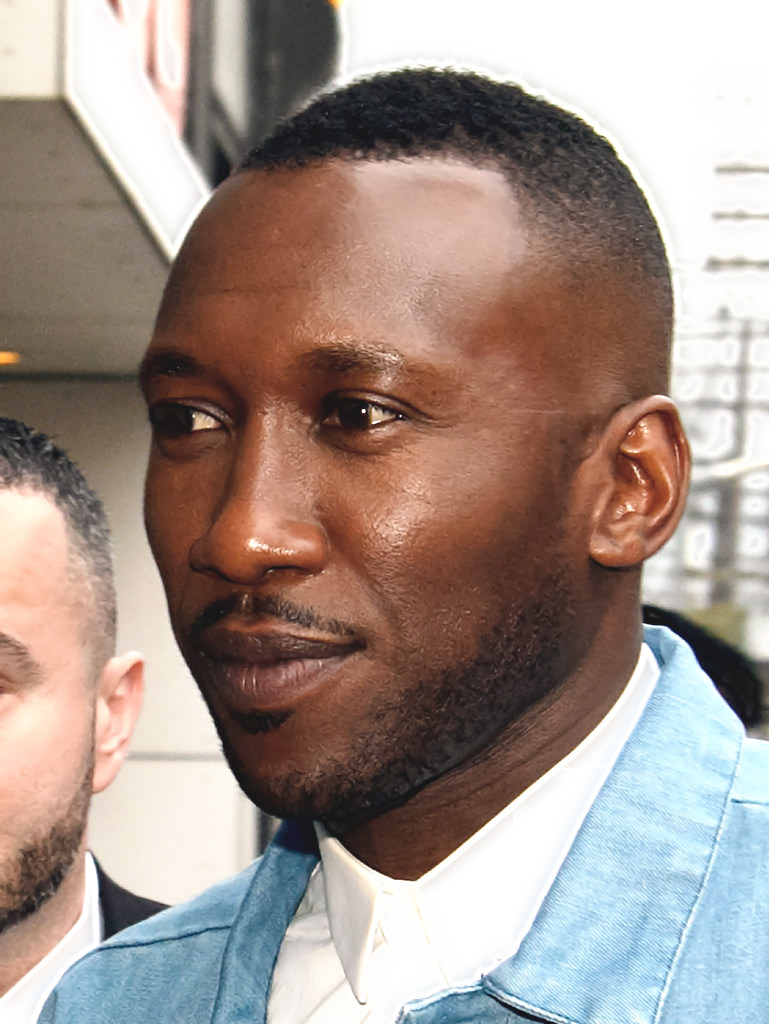
Mahershala Ali

## Production

### Musique
La bande originale du film a été composée en majeure partie par le compositeur américain Mike Patton, elle est constituée de 17 morceaux, dont cinq ont été réalisées par d'autres artistes tels que The Cryin' Shames (Please Stay), Vladimir Ivanoff (Miserere Mei), Arvo Pärt (Fratres for Strings and Percussion), Ennio Morricone (Ninna Nanna Per Adulteri) et Bon Iver (The Wolves (Act I and II)) :

## Accueil

### Box-office
| Pays ou région | Box-office                 | Date d'arrêt du box-office | Nombre de semaines |
| -------------- | -------------------------- | -------------------------- | ------------------ |
| France         | 676 186 entrées5 025 237 $ | 16 avril 2013              | 4                  |
| États-Unis     | 21 403 519 $               | 20 mai 2013                | 8                  |
| Total mondial  | 39 787 213 $               | 20 mai 2013                | 8                  |